# ARMA 2
ARMA 2 (енгл. Armed Assault 2) је PC игра направљена од стране чешке компаније „Бохемија интерактив“ (енглески-Bohemia Interactive Studio), која се може играти из првог или трећег лица, спада у жанр симулације рата, и игра се на отвореном, односно можете се кретати било где по целој држави.
Игра је заснована на енџину виртуелне стварности (Virtual Reality Engine), што даје врло реалистичан доживљај током играња.
ARMA 2 је пуштена у продају 2009. године, а њена експанзија ARMA 2: Operation Arrowhead је пуштена у продају 2010. године.
У 2011. години појавила се бесплатна верзија ове игре, али са ограниченим могућностима.

## Едитор
У оквиру игре је доступан едитор, у коме корисник може сам да прави своје мисије, или своју кампању, тако што на карту која представља приказ терена убацује војнике, цивиле и објекте, а затим им поставља задатке.

## Радња

#### ARMA2
Радња игре је првобитно била смештена у измишљену државу Чернорусију (базирана на рату у Грузији), где се као Американац борите на страни проамеричких либерала у грађанском рату између комуниста, либерала и националиста, који се боре на различитим странама.

#### Operation Arrowhead
У експанзији Operation Arrowhead, радња је смештена у измишљену државу Такистан, а базирана је на мировним мисијама у Авганистану.

#### Arma 2: British Armed Forces
У експанзији British Armed Forces доступне су нове мисије, пешадија, оклопна возила и авијација Војске Велике Британије.

#### Arma 2: Private Military Company
У експанзији Private Military Company доступне су јединице разних приватних војних компанија.

#### Arma 2: Reinforcements
У експанзији Reinforcements мисије су углавном засноване на окупацији Авганистана, а радња се одвија у измишљеном Такистану.

#### Модови
До сада је направљено неколико модификација за ARMA2
- "DayZ"-вишеструко награђиван мод[14][15], радња је смештена у постапокалиптичну Чернорусију, чија територија захвата 252 km²,[16] где се играчи боре да преживе од најезда зомбија, и других играча који се међусобно боре за храну и воду.
- АрмA 2 Србија - Мод направљен од стране Срба, а радња је смештена у време рата на Косову[17] Доступне су јединице Војске Југославије, јединице Војске Србије, као и јединице ОВК
- Balkan War Mod - Мод направљен од стране Бошњака, а радња је смештена у време рата у Босни[18] Доступне су јединице Војске Републике Српске, јединице Армије БиХ, јединице Хрватског вијећа одбране, као и „Плави шлемови“ (УН).
- Српске Оружане Снаге - Мод направљен од стране Срба, а мод обухвата јединице модерне Војске Србије. Доступне су 4. Копнена бригада, 72. извиђачко-диверзантски батаљон, БиПВО ВС (авиони Галеб, Миг-29/21, Ми-24/Ми-8)